# Monte Yarbrough
Il Monte Yarbrough (in lingua inglese: Mount Yarbrough), è una vetta antartica a forma di dorsale, alta 865 m, situata 4 km a sudovest del Nance Ridge delle Thomas Hills, nel settore settentrionale del Patuxent Range dei Monti Pensacola, in Antartide. 
Il monte è stato mappato dall'United States Geological Survey (USGS) sulla base di rilevazioni e foto aeree scattate dalla U.S. Navy nel periodo 1956-66.
La denominazione è stata assegnata dall'Advisory Committee on Antarctic Names (US-ACAN) in onore di Leonard S. Yarbrough, ingegnere gestionale in servizio presso la Stazione Plateau nel 1966-67.